# Kadada
Kadada (Al-Kadada) és un llogaret a uns 180 km al nord de Khartum, a la vora de Shendi.
S'hi han fet excavacions i s'han trobat vestigis de diversos períodes. Hi ha un cementiri neolític datat des de vers el 4000 aC on s'ha comprovat l'existència d'un poble d'agricultors i ramaders. 300 tombes han estat excavades, però n'hi ha milers. Reynold va excavar el 1984 una necròpolis similar a Kadruka, al nord de Kerma.
També hi ha dos cementiris de túmuls de l'època meroítica, del període precristià, un al mateix Kadada i un altre a Hobagi (o Al-Hobagi, a l'altre costat del riu), on s'han trobat set tombes molt riques atribuïdes a reis.